# Palacio de los Condes de Miranda
El palacio de los Condes de Miranda (o palacio de Avellaneda), también conocido como de Zúñiga es un edificio renacentista del primer tercio del siglo XVI, situado en Peñaranda de Duero, provincia de Burgos, comunidad autónoma de Castilla y León, España.
Se debe su construcción a Francisco de Zúñiga y Velasco, tercer conde de Miranda del Castañar, atribuyéndose su autoría, aunque con dudas, a Francisco de Colonia o a Nicolás de Vergara.: 63 

## Historia
Los Avellaneda eran señores de la villa desde el siglo XIV contando con gran cantidad de tierras en la zona.: 77 : 63  Emparentados con los Zúñiga, señores de Miranda, convirtieron el pueblo de Peñaranda en el centro de su mayorazgo. Ya en la segunda mitad del siglo XV se había reconstruido el castillo pero serían el tercer conde y su esposa los que, con la construcción del palacio, iniciarían una serie de obras que renovaron la fisonomía de Peñaranda transformándola en una villa condal.
Bajo su patronazgo se iniciaron las obras del monasterio de las Franciscanas Concepcionistas y del Hospital de la Piedad destinado a los pobres de la comarca. A la muerte del conde en el año 1536, su esposa, María Enríquez de Cárdenas, promovió la fundación de la colegiata de Santa Ana,: 161 y 278  situada enfrente del palacio y que configuraría con este y con las viviendas destinadas a la servidumbre, la plaza como el principal espacio público de la villa.
La influencia de la familia se extendió hasta el cercano monasterio de Santa María de La Vid donde a partir de 1516, siendo abad del mismo Íñigo López de Mendoza, hermano de Francisco de Zúñiga,: 283  se iniciaron obras de ampliación de la capilla mayor del monasterio para dedicarle a panteón familiar.
Con el sexto conde de Miranda, Juan de Zúñiga y Avellaneda, nombrado duque de Peñaranda por Felipe III en 1608, y con su mujer María de Zúñiga y Avellaneda, el palacio vivió su momento de mayor esplendor. Además de continuar con las obras iniciadas por sus antecesores fundó extramuros de la villa el convento del Carmen. Las estancias de los condes en la villa, favorecieron que se asentasen en ella personajes relacionados con la casa condal o que estaban a su servicio, creando una pequeña corte en torno al palacio.
Sería a su muerte cuando el palacio empezó su decadencia. La vinculación de la familia a la Corte y el asentamiento de esta en Valladolid y Madrid hicieron que el palacio dejase de ser utilizado habitualmente e incluso que los bienes muebles de más valía se llevasen a otras residencias.
Ya en 1636 se trasladaron a la colegiata las reliquias guardadas en la capilla del palacio. En 1640 se desmontó una fuente de alabastro situada en el jardín para su traslado a la residencia del duque en Madrid.: 65 

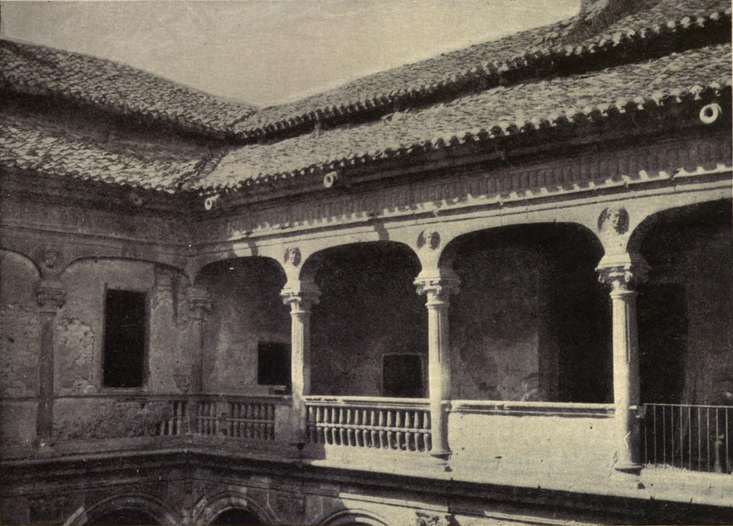
Patio del Palacio de los Condes de Miranda, galería superior (c. 1916). Fotografía de Arthur Byne. Se pueden ver fotografías del palacio anteriores a su restauración en las publicaciones de Byne, Carazo y Martínez Montero, así como en la Fototeca del Patrimonio Histórico del Ministerio de Cultura, donde se recogen un conjunto de imágenes del fotógrafo Eustasio Villanueva y del archivo Moreno.

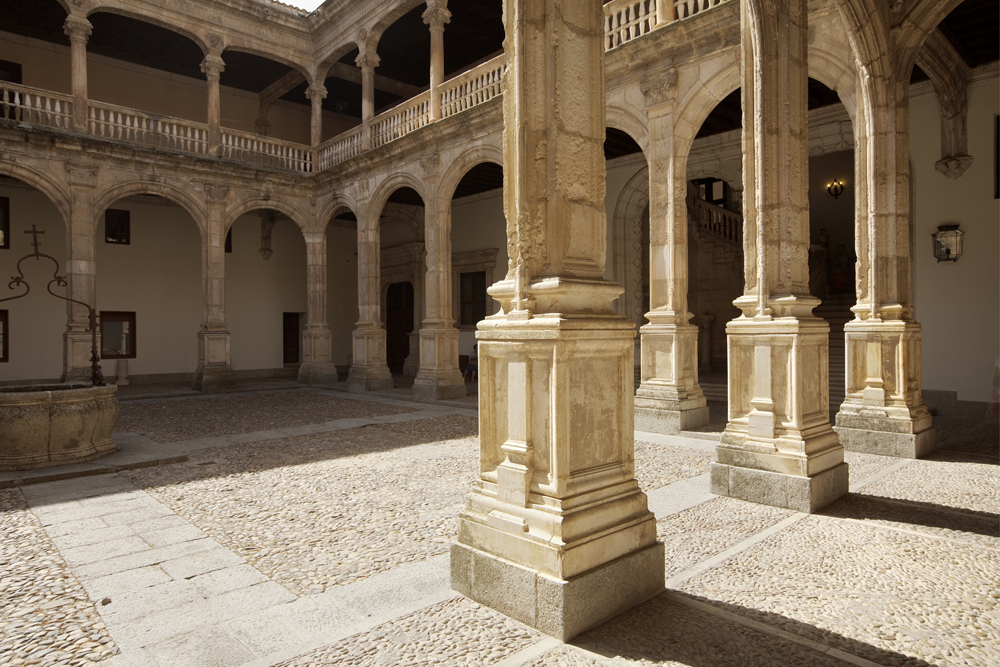
Patio del palacio.

### SigloXIX: abandono y expolio. Testimonios de viajeros
El deterioro se acentuó en este siglo. El palacio no se libró de los estragos que causó la invasión francesa y en los años siguientes el desinterés o falta de medios de sus dueños lo dejaron en manos de administradores que lo expoliaron con impunidad.: 511 
En 1829 murió sin descendencia M.ª del Carmen Josefa de Zúñiga último miembro del linaje, pasando el palacio por distintas manos hasta recaer en la Casa de Alba y de esta en los administradores del palacio en 1891, que se hicieron con él junto con otras propiedades de los Alba en la zona.
Conocemos el estado de abandono y el saqueo a que fue sometido el edificio, por los testimonios aportados por distintos viajeros que visitaron Peñaranda a lo largo del siglo XIX.
Rodrigo Amador de los Ríos (1888) al describirlo: 513  habla de elementos decorativos hoy desaparecidos (azulejería de las paredes, policromía de los artesonados del patio…), así como del deterioro que sufría y de su uso como pajar y almacén de leña. De su relato se deduce que en la fecha de su visita el artesonado de la escalera había desaparecido.
El arquitecto Vicente Lampérez y Romea en 1911 denunciaba el estado de abandono y el expolio continuado que había sufrido el edificio.: 148  Por su parte, Arthur Byne se refiere a su uso como granero y taller de carretas, mencionando que en la caja de la escalera, de la que había desaparecido la balaustrada,: 118  se había colocado un aserradero.: 129 
Con todo la mayor amenaza para el palacio llegó en 1925, momento en que Arthur Byne ofreció a William Randolph Hearst su compra para proceder a su desmantelamiento y traslado a América, a pesar de estar en esas fechas oficialmente protegido, ya que el 11 de agosto de 1923 el gobierno lo había declarado Monumento Nacional (RI-51-0000257-00000).
Hacia 1940 pasó a manos del Estado.

### Restauración, ampliación y modificaciones. Década de 1950
Por V. Lampérez y A. Byne se tiene noticia de partes del edificio hoy desaparecidas tras las reformas y ampliación iniciadas en la década de 1950 por el arquitecto Anselmo Arenillas. El palacio, cuya fachada principal mira hacia el este, tenía un cuerpo adosado en forma de U hacia el sur, posiblemente del siglo XVIII: 519  que contaba con una galería que daba a los jardines,: 147  y un ala que prolongaba la fachada hasta la muralla y de la que se ha conservado la puerta plateresca, situada en la actualidad en el lienzo sur entre dos cubos de la muralla. En el lugar de las partes desaparecidas se levantó adosado al palacio una ampliación destinada a escuela de mandos de la Falange.: 523 
Por último indicar que entre 1961 y 1963 se llevaron a cabo diversas obras de restauración y consolidación en la plaza mayor y casas de su entorno, dirigidas por el arquitecto Francisco Pons-Sorolla. Estas se centraron en la nivelación y pavimento de la plaza, fachadas de las casas que la bordean, escalinata de la iglesia, consolidación de lienzos de la muralla del castillo, restauración del ayuntamiento y en el traslado del rollo gótico desde el exterior al interior de la plaza. En la actualidad cuenta con el estatus de Bien de Interés Cultural.

## Descripción

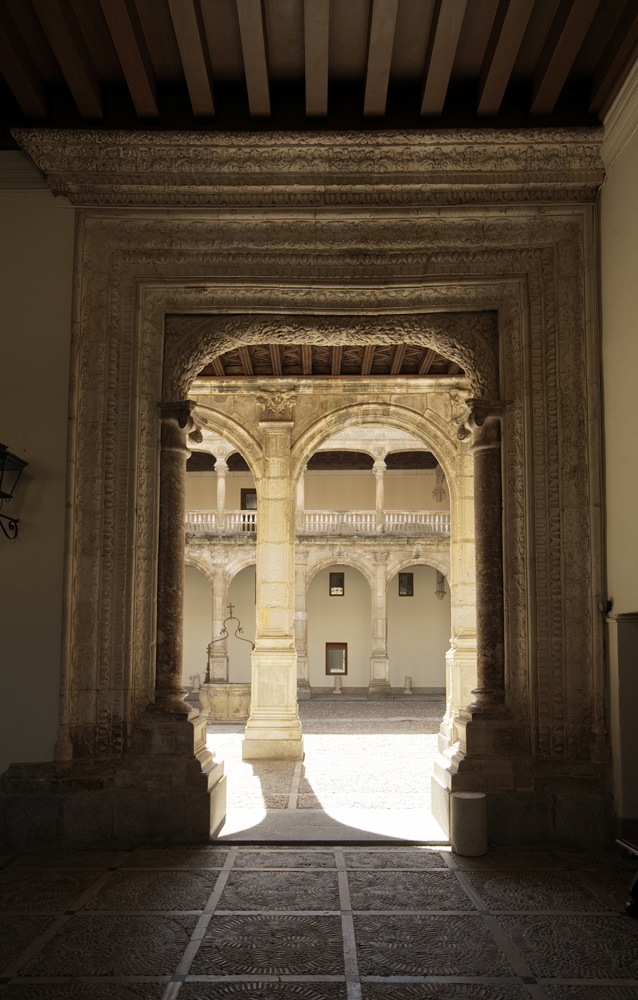
Portada del zaguán al patio.

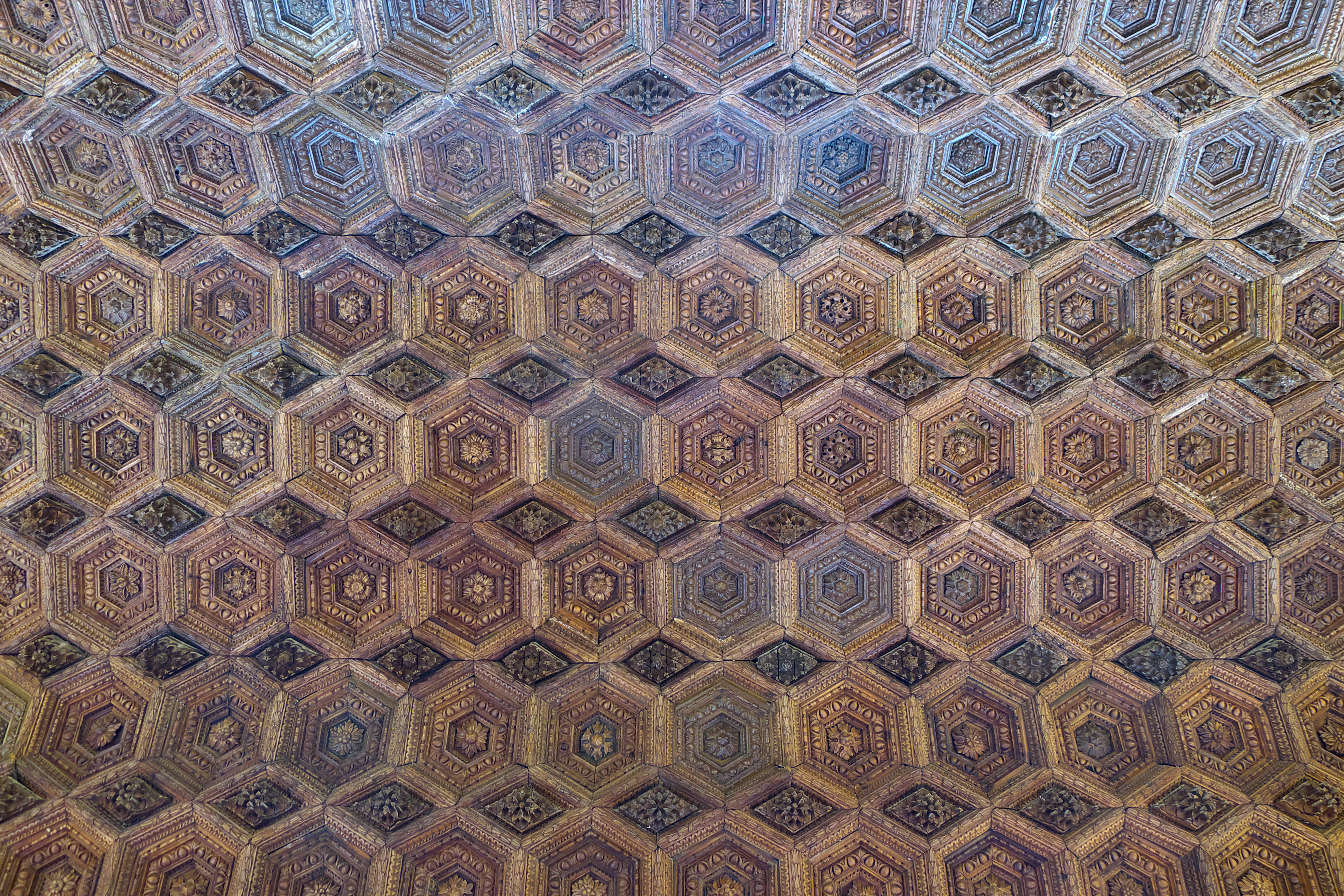
Artesonado de una de las salas.

El palacio es un edificio donde conviven el primer Renacimiento con elementos de la tradición gótica. De planta rectangular se articula en torno al patio porticado. Su amplía fachada se abre a la plaza mayor de la villa, y su parte trasera da a un terreno cercado por un lienzo de muralla construido en los mismos años, donde antaño estuvo el jardín. La fachada concentra los elementos decorativos en la portada y en las ventanas de la planta noble.
La portada que aparece descentrada en la fachada, es adintelada tiene jambas de jaspe y está adornada con grutescos. Por encima de ella hay un arco de medio punto flanqueado por dos figuras en cuyo tímpano se hallan los escudos de los Zúñiga y Avellaneda. Sobre este arco una moldura soporta otro de menor tamaño con un busto clásico en su interior representando a Hércules.: 65 
Al patio se accede tras atravesar el zaguán cuyas puertas desenfiladas a la plaza y al interior, marcan un recorrido diagonal en dirección a la escalera, permitiendo su visión desde el exterior. El hueco que da al patio cuenta con una rica decoración en las jambas y el dintel así como con dos columnas de jaspe que sostiene un arco carpanel con forma de guirnalda.
El patio está formado por dos pisos de diferente diseño debidos probablemente, a distintos arquitectos,: 519  así el inferior presenta pilares aupados sobre altos podios, decorados con pilastras pseudocorintias que sostienen arcos de medio punto, y el superior de menor altura, columnas y arcos carpaneles con medallones en las enjutas. Mientras que el primero refleja influencias tardogóticas el superior es de estilo renacentista.
Los dos pisos se comunican mediante una escalera monumental de tres tramos a la que se accede a través de un doble arco carpanel dividido por una columna de jaspe. Está cubierta por un espléndido artesonado que en parte es una recreación del primitivo. Originales son los frisos de yesería, la cornisa plateresca adornada con diferentes bustos, la cornisa de mocárabes y los paneles que contienen los escudos de la familia sostenidos por ángeles. El resto de elementos y el techo de casetónes se incorporaron en la restauración de la década de 1950.
La entrada en la planta principal se realiza a través de un vano adintelado enmarcado por columnas. A su lado una ventana geminada, con asientos, decorada con casetones y en la que sobresale un busto de estilo clásico, se abre a la caja de la escalera.
Alrededor del patio se distribuyen las distintas dependencias. Los salones de la planta noble mantienen la disposición originaria destacando las salas que dan a la fachada principal. De entre ellas destaca el Salón de Embajadores. Como el resto de las salas de esta ala del palacio está decorada con yeserías que alternan motivos mudéjares y platerescos, agrupadas en los frisos y en torno a las puertas y ventanas. Aparte del espléndido artesonado mudéjar que la cubre posee una chimenea de estilo francés: 65  y una tribuna tras una celosía calada en donde antaño se colocaban los músicos.
El resto de salas repiten el tipo de decoración tanto en lo que se refiere a las yeserías como a los artesonados. Estos constituyen uno de los mejores conjuntos de los conservados de esta época en España.
El palacio tuvo jardines y huerta que estuvieron decorados con fuentes y esculturas que se conservaron en la casa hasta los años 1930.: 65  En la actualidad parte de esos terrenos los ocupa la piscina municipal de Peñaranda.